# Campionat de Rússia de ciclisme en ruta

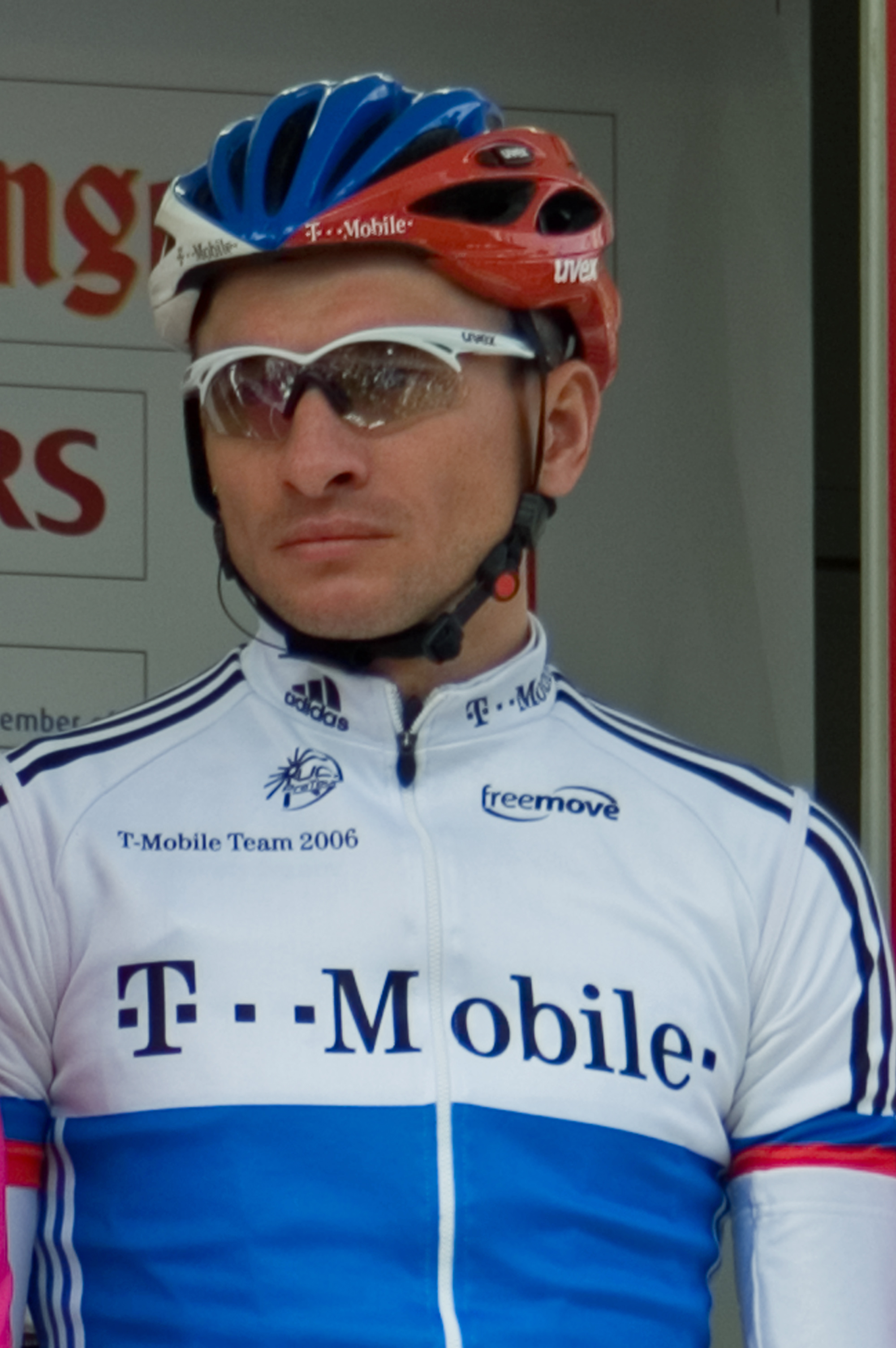
Serguei Ivanov amb el mallot de Campió de Rússia, el 2008

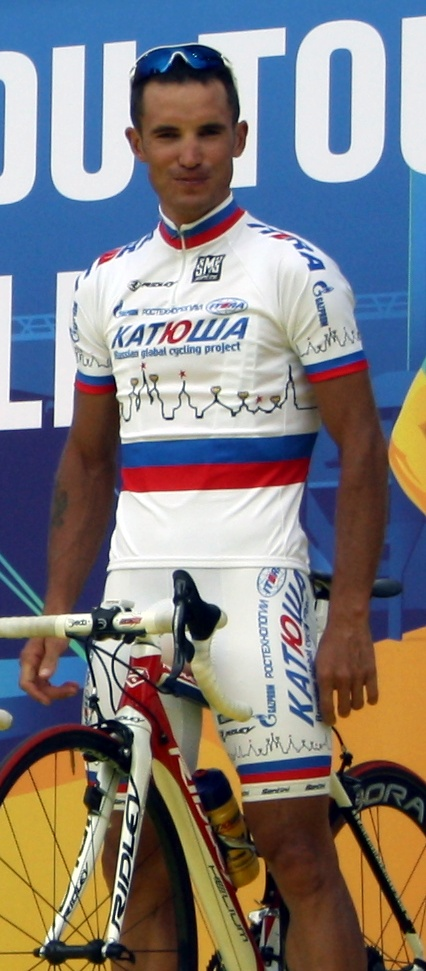
Aleksandr Kólobnev amb el mallot de Campió de Rússia, el 2010

El Campionat de Rússia de ciclisme en ruta és una competició ciclista que serveix per a determinar el Campió de Rússia de ciclisme. La primera edició es disputà el 1992. El títol s'atorga al vencedor d'una única carrera. El vencedor obté el dret a portar un mallot amb els colors de la bandera russa fins al Campionat de l'any següent.

## Palmarès masculí
| Any  | Primer               | Segon                | Tercer               |
| 1992 | Assiat Saítov        | Dmitri Kónixev       | Aleksandr Timoféiev  |
| 1993 | Dmitri Kónixev       | Assiat Saítov        | Viatxeslav Iekímov   |
| 1994 | Romes Gainetdinov    | Alsar Gorgos         | Alexei Botchkov      |
| 1995 | Assiat Saítov        | Viatxeslav Djavanian | Andrei Zíntxenko     |
| 1996 | Vassili Davidenko    | Dimitri Sedun        | Dmitri Kónixev       |
| 1997 | Viatxeslav Iekímov   | Serguei Uslamine     | Alexander Gontxenkov |
| 1998 | Serguei Ivanov       | Piotr Ugriúmov       | Dmitri Kónixev       |
| 1999 | Serguei Ivanov       | Vassili Davidenko    | Dimitri Sedun        |
| 2000 | Serguei Ivanov       | Pàvel Tonkov         | Alexei Sivakov       |
| 2001 | Dmitri Kónixev       | Aleksei Màrkov       | Denis Bodarenko      |
| 2002 | Oleg Grishkine       | Andrey Pchelkin      | Dimitri Gainitdinov  |
| 2003 | Alexandre Bazhenov   | Dimitri Dementiev    | Oleg Joukov          |
| 2004 | Aleksandr Kólobnev   | Mikhail Timochine    | Andrey Pchelkin      |
| 2005 | Serguei Ivanov       | Vladímir Gússev      | Andrey Pchelkin      |
| 2006 | Aleksandr Khatúntsev | Alexandr Iefimkin    | Ievgueni Petrov      |
| 2007 | Vladislav Boríssov   | Sergey Kolesnikov    | Iuri Trofímov        |
| 2008 | Serguei Ivanov       | Alexandre Bazhenov   | Roman Klimov         |
| 2009 | Serguei Ivanov       | Iuri Trofímov        | Iegor Silin          |
| 2010 | Aleksandr Kólobnev   | Vladímir Gússev      | Alexander Mironov    |
| 2011 | Pàvel Brut           | Eduard Vorgànov      | Iuri Trofímov        |
| 2012 | Eduard Vorgànov      | Aleksandr Kólobnev   | Pàvel Brut           |
| 2013 | Vladímir Issàitxev   | Vladímir Gússev      | Andrei Soloménnikov  |
| 2014 | Aleksandr Pórsev     | Vladímir Gússev      | Artur Ierxov         |
| 2015 | Iuri Trofímov        | Pàvel Brut           | Serguei Lagutin      |
| 2016 | Pavel Kochetkov      | Maxim Belkov         | Serguei Lagutin      |
| 2017 | Alexander Porsev     | Artiom Nitx          | Sergey Shilov        |
| 2018 | Ivan Rovni           | Alexander Porsev     | Igor Frolov          |
| 2019 | Aleksandr Vlàssov    | Igor Frolov          | Mikhail Fokin        |
| 2020 | Serguei Xílov        | Igor Frolov          | Nikita Martynov      |
| 2021 | Artiom Nitx          | Ilnur Zakarin        | Ivan Rovny           |
| 2022 | Petr Rikunov         | Artiom Nitx          | Mamir Stash          |
| 2023 | Andrei Stepanov      | Eugeniy Soboly       | Aleksandr Bereznyak  |
| 2024 | Petr Rikunov         | Ilia Shchegolkov     | Savva Novikov        |

### Palmarès sub-23
| Any  | Primer                | Segon                 | Tercer             |
| 2005 | Alexander Mironov     | Ievgueni Popov        | Iuri Trofimov      |
| 2006 | Ievgueni Sokolov      |                       |                    |
| 2008 | Sergey Valynin        | Dmitriy Kosyakov      | Sergey Shcherbakov |
| 2009 | Andrei Soloménnikov   | Alexander Serebryakov | Egor Silin         |
| 2010 | Nikita Nóvikov        | Matvey Zubov          | Valery Kaykov      |
| 2011 | Viatcheslav Kuznetsov | Matvey Zubov          | Maksim Razumov     |
| 2012 | Anton Vorobyev        | Konstantin Kuperasov  | Mikhail Akimov     |
| 2013 | Roman Katyrin         | Artur Shaymuratov     | Gennady Tatarinov  |
| 2014 | Ivan Savitskiy        | Alexander Grigoriev   | Artiom Nitx        |
| 2015 | Artiom Nitx           | Nikolay Cherkasov     | Aydar Zakarin      |
| 2016 | Artiom Nitx           | Pàvel Sivakov         | Sergey Rozin       |
| 2017 | Petr Rikunov          | Alexandr Kulikovskiy  | Alexander Lobanov  |
| 2018 | Aleksandr Vlàssov     | Petr Rikunov          | Anton Popov        |
| 2019 | Valeriy Fatkullin     | Igor Sidorov          | Gregory Sharov     |
| 2021 | Andrei Stepanov       | Bogdan Gansevich      | Anton Popov        |
| 2022 | Denis Saveliev        | Sergey Belyakov       | Artem Gomozkov     |

## Palmarès femení
| Any  | Primer                | Segon                    | Tercer                   |
| 1993 | Gulnara Fatkoulina    | Svetlana Samokhvalova    | Nadejda Pachkova         |
| 1994 | Svetlana Samokhvalova | Svetlana Bubnenkova      | Olga Sokolova            |
| 1995 | Aleksandra Koliaseva  | Valentina Polkhanova     | Svetlana Samokhvalova    |
| 1996 | Svetlana Bubnenkova   | Zulfiya Zabirova         | Aleksandra Koliaseva     |
| 1997 | Tatjana Kaverina      | Oksana Tontcheva         | Valentina Gerassimova    |
| 1998 | Svetlana Samokhvalova | Tatjana Kaverina         | Svetlana Stepanova       |
| 1999 | Youlia Razenkova      | Valentina Gerassimova    | Olga Slyusareva          |
| 2000 | Svetlana Bubnenkova   | Zulfiya Zabirova         | Ioulia Martissova        |
| 2001 | Elena Tchalykh        | Svetlana Bubnenkova      | Svetlana Samokhvalova    |
| 2002 | Svetlana Bubnenkova   | Valentina Polkhanova     | Olga Slyusareva          |
| 2003 | Svetlana Bubnenkova   |                          |                          |
| 2005 | Ioulia Martissova     | Olga Slyusareva          | Svetlana Bubnenkova      |
| 2006 | Olga Slyusareva       | Tatiana Panina-Shishkova | Elena Stramoysova        |
| 2007 | Natalia Boyarskaya    | Elena Gayoun             | Elena Kouchinskaya       |
| 2008 | Ioulia Martissova     | Youlia Blindyouk         | Natalia Boyarskaya       |
| 2009 | Yulia Iliynikh        | Anna Evseeva             | Tatiana Panina-Shishkova |
| 2010 | Tatiana Antóixina     | Yulia Martisova          | Larisa Pankova           |
| 2011 | Aizhan Zhaparova      | Svetlana Bubnenkova      | Larisa Pankova           |
| 2012 | Yulia Blindyuk        | Anna Potokina            | Aizhan Zhaparova         |
| 2013 | Svetlana Bubnenkova   | Oxana Kozonchuk          | Aizhan Zhaparova         |
| 2014 | Tatiana Antóixina     | Aizhan Zhaparova         | Kseniya Dobrynina        |
| 2015 | Anna Potokina         | Anastasiia Ponetaikina   | Daria Egorova            |
| 2016 | Natalia Boyarskaya    | Viktoriya Grishechko     | Oxana Kozonchuk          |
| 2017 | Anastasia Iakovenko   | Karina Kasenova          | Svetlana Kuznetsova      |
| 2018 | Margarita Syrodoeva   | Anna Potokina            | Elizaveta Oshurkova      |
| 2019 | Alexandra Goncharova  | Anna Potokina            | Irina Ivanova            |
| 2020 | Diana Klímova         | Natalia Studenikina      | Seda Krylova             |
| 2021 | Seda Krylova          | Daria Fomina             | Tamara Dronova           |
| 2022 | Tamara Dronova        | Ekaterina Golovastova    | Anastasia Pecherskikh    |
| 2023 | Tamara Dronova        | Valeria Valgonen         | Marina Uvarova           |
| 2024 | Alena Amialiusik      | Valeria Valgonen         | Anastasia Beck           |
| 2025 | Anastasiya Samsonova  | Alena Ivanchenko         | Irina Kuznetsova         |